# Baja Kuning
Baja Kuning is een bestuurslaag in het regentschap Langkat van de provincie Noord-Sumatra, Indonesië. Baja Kuning telt 2071 inwoners (volkstelling 2010).